# Овчарова Світлана Валентинівна
Світлана Валентинівна Овчаро́ва (7 лютого 1960, Дніпропетровськ Дніпропетровськ) — українська бандуристка, педагог, заслужений працівник культури України (2004), член національної всеукраїнської музичної спілки (1992), член національної спілки кобзарів України (2005).

## Біографія

### Освіта
Закінчила — Дніпропетровське державне музичне училище ім. М. Глінки (1979), клас бандури, засл. прац. культ. України Л. С. Воріної, клас диригування — засл. працівник культури України А. М. Кулагіна, Київську державну консерваторію ім. П. І. Чайковського (1985) (тепер Національна музична академія України ім. П. І. Чайковського): оркестровий факультет, кафедра народних інструментів, клас професора, народного артиста України С. В. Баштана.

### Професійна діяльність
З 1985 — викладач по класу бандури Дніпропетровського державного музичного училища ім. М. Глінки, керівник капели бандуристів «Чарівниці», 1990 — старший  викладач. З 2006 р. — доцент кафедри «Виконавське мистецтво» Дніпропетровської консерваторії ім. М. Глінки, з 2015 доцент, з 2016 професор кафедри «Народні інструменти» Дніпропетровської академії музики ім. М. Глінки. З 2010—2017 р. − художній керівник ансамблю бандуристів Дніпропетровської філармонії ім. Л. Б. Когана. Є директором-розпорядником Міжнародного фестивалю ансамблів бандуристів «Дзвени, бандуро!», який з 1998 року проводиться на базі палацу студентів Дніпровського національного університету ім. Олеся Гончара. У травні 2014 року відбувся XI фестиваль «Дзвени, бандуро!», присвячений 200-річчу від Дня народження Т. Г. Шевченка.
Участь в основних конкурсах: дипломант Міжнародного конкурсу бандуристів ім. Г. Хоткевича у номінації «Ансамблі малих форм» (Київ, 1993), Міжнародного конкурсу виконавців на старовинних щипкових інструментах — диплом «Кращий концертмейстер» (Москва, 1998).
Виховала понад 100 учнів з фаху та диригуванню, які працюють викладачами ДМШ, муз. уч., науковцями, артистами хорів та солістами філармоній. Поміж учнів засл. арт. України: М. Молчанова, О. Чуб (Левінець). Лауреати всеукраїнських та міжнародних конкурсів: С. Корольова, І. Лісняк, Г. Войтенко (Михалєвич), Н. Хмель (Роюк), В. Кучер, Т. Окіпна, Д. Буйновська, М. Корнієнко та багато ін.
Талановитий аранжувальник, упорядник понад 30 репертуарних збірок для бандури та ансамблів бандуристів. Активно працює як методист і науковець — автор наукових статей та навчальних програм для ВНЗ культури і мистецтв. Узагальненням власного педагогічного досвіду є видання  шести навчальних посібників та шести навчально-методичних посібників для спеціальних класів бандури вищих навчальних закладів культури. Брала участь у роботі журі багатьох Всеукраїнських та Міжнародних конкурсів виконавців на народних інструментах.

### Родина
Чоловік — Овчаров В. С., диригент, педагог; донька — Афанасенко Т. В. піаністка, кандидат мистецтвознавства.

## Творчий та науковий доробок

### Упорядкування, музична редакція, перекладення
- Воріна Л. Кобзарське мистецтво. — Дніпропетровськ: Ю. Сердюк, 2004. – 18 с.;
- Юрій Радзецький «Вівторок» — Дніпропетровськ: Ю. Сердюк, 2003. — 4 с.;
- Валентина Мартинюк «Зозуля часу» — Дніпропетровськ: Ю. Сердюк, 2003. — 16 с.;
- Валентина Мартинюк «Прилітай, моя ластівка» — Дніпропетровськ: Ю. Сердюк, 2003. — 12 с.;
- Валентина Мартинюк «Твори для голосу та бандури». — Дніпропетровськ: Ю. Сердюк, 2006. — 59 с.;
- Й. С. Бах Органні хоральні прелюдії — Тернопіль: Навчальна книга — Богдан, 2010 — 36 с.;
- Інструментальні твори для бандури В. Мартинюк — Тернопіль: Навчальна книга — Богдан, 2011 — 56 с.

### Навчальні посібники
- Твори зарубіжних, українських композиторів та народні пісні в аранжуванні для ансамблів бандуристів. — Дніпропетровськ: Ю. Сердюк, 2007. — 104 с.;
- Перекладення, аранжування та обробки творів для ансамблів бандуристів. — Дніпропетровськ: Ю. Сердюк, 2007. — 82 с.;
- Педагогічний репертуар бандуриста-співака. — Дніпропетровськ: Ю. Сердюк, 2008. — 144 с.;
- «Вокально-педагогічний репертуар бандуриста» Вип. 1, 2. Арії, романси, пісні українських та зарубіжних авторів у перекладі для бандури. — Дніпропетровськ: ЛІРА, 2015;
- Українська пісня у поліфонічних творах для бандури: навчальний посібник / В.М. Мартинюк, С. В Овчарова, С. А. Щітова. — Дніпро: ЛІРА, 2017. — 68 с.;
- Козацькі пісні Дніпропетровщини у кантаті Валентини Мартинюк «Ішов козак долиною»: навчальний посібник / В. М. Мартинюк, С. В Овчарова, В. С. Овчаров, І. М. Рябцева — Дніпро: ЛІРА, 2019 — 88 с.;
- «Шлях до технічної майстерності бандуриста». Вибрані етюди в перекладі для бандури: навч. посіб. / Овчарова С. В. — ДАМ ім. М. Глінки. Дніпро: ЛІРА, 2021.108 с.

### Навчально-методичні посібники
- «Педагогічний репертуар ансамблів бандуристів» Перекладення, аранжування та обробки пісень, 2-ге вид., випр. й доп./ С. В. Овчарова. — Д. : ЛІРА, 2016 — 60 с.;
- «Вокальні ансамблі у супроводі бандур» Перекладення та аранжування  для ансамблів бандуристів. — Д. : ЛІРА, 2016 — 44 с.;
- «Перекладення та аранжування для бандури». — Д.: ЛІРА, 2016 — 40 с.;
- Інструментування творів для капели бандуристів та струнного оркестру: навчально-методичний посібник / С. В. Овчарова, В. С. Овчаров, — Дніпро: ЛІРА, 2017. — 36 с.;
- Інструментування для капели бандуристів з оркестровою групою: навчально-методичний посібник / С. В. Овчарова, В. С. Овчаров, — Дніпро: ЛІРА, 2017. — 44 с.;
- Педагогічний репертуар для капели бандуристів з оркестровою групою: навчально-методичний посібник / С. В. Овчарова, В. С. Овчаров,– Дніпро: ЛІРА, 2017. — 40 с.; 28.
- Концерт для бандури з оркестром «Bandura forever» (клавір): навчально-методичний посібник / В. М. Мартинюк, С. В Овчарова, С. А. Щітова. — Дніпро: ЛІРА, 2019, 60 с.
- Поліфонічний зошит юного бандуриста: навчально-методичний посібник / Валентина Мартинюк, Світлана Овчарова, Світлана Щітова. Дніпро : ЛІРА, 2023. 48 с.
- "Незламна Україна" - дилогія для бандури соло: навчально-методичний посібник / Валентина Мартинюк, Світлана Овчарова, Світлана Щітова. Дніпро : ЛІРА, 2025. 64 с.

### Нотні видання
- 22 нотні зб. тв. для анс. бандуристів: «Народні мелодії» — Дніпропетровськ: Ю. Сердюк, 2003. — 32 с.;
- «Українські народні пісні в обробці Світлани Овчарової» — Дніпропетровськ: Ю. Сердюк, 2003. — 20 с.;
- «Пісні українських композиторів» — Дніпропетровськ: Ю. Сердюк, 2003. — 20 с.;
- «Золоті струни» — Дніпропетровськ: Ю. Сердюк, 2003. — 16 с.;
- «Ave Maria» — Дніпропетровськ: Юрій Сердюк, 2003. — 12 с.;
- «Дзвени, бандуро». З репертуару ансамблю бандуристів «Чарівниці». — Дніпропетровськ: Ю. Сердюк, 2003. — 54 с.;
- «Кобзарське мистецтво». — Дніпропетровськ: Ю. Сердюк, 2004. — 76 с.;
- «Перекладення творів для бандури». — Дніпропетровськ: Ю. Сердюк, 2008. — 64 с.;
- «Твори для бандури у супроводі фортепіано». — Тернопіль: Навчальна книга — Богдан, 2008. — І вип. — 60 с., II вип. — 72 с.;
- «Твори для бандури у супроводі фортепіано» — Тернопіль: Навчальна книга — Богдан, 2009. — III, IV вип.;
- «Дзвени, бандуро!» Випуск 1 \ Перекладення та аранжування для ансамблів бандуристів С. Овчарової. − Тернопіль: Навчальна книга − Богдан, 2012 — 52 с.: ноти;
- «Дзвени, бандуро!» Випуск 2 \ Перекладення та аранжування для ансамблів бандуристів С. Овчарової. − Тернопіль: Навчальна книга − Богдан, 2012 — 52 с.: ноти.

### Дискографія
- CD — «Співають „Чарівниці“. — Дніпропетровськ. — Юрій Сердюк, 2004;
- CD — „Чарівниці“. — Дніпропетровськ. — Юрій Сердюк, 2008.

### Наукові статті
- Деякі аспекти перекладення для бандури// „Бандурне мистецтво XXI століття“. ‒ К., 2006;
- Початкова робота над вокалом, як частина професійної підготовки  бандуриста-співака //  „Музикознавча думка  Дніпропетровщини“.  Вип. 3. — Дніпропетровськ, 2007;
- До проблеми перекладення органних хоральних прелюдій Й. С. Баха в контексті динаміки подальшого розвитку сучасного бандурно-академічного репертуару // „Народно-інструментальне мистецтво на зламі XX-XXI століть“. ‒ Дрогобич: По́світ, 2007;
- Сучасні вимоги до виховання бандуриста-співака у руслі пошуку нових тенденцій та перспектив розвитку бандурної творчості // „Проблеми мистецької освіти“. Вип. 2 ‒ Ніжин, 2008;
- До проблеми формування комунікативного натхнення та виховання творчої особистості бандуриста-виконавця // „Академічне народно-інструментальне мистецтво України: проблеми збереження та розвитку в сучасній соціокультурі“. ‒ Кіровоград, 2008;
- Формування навичок емоційного мислення бандуриста-виконавця на прикладі виконавсько-драматургічного аналізу камерних вокально-інструментальних творів для бандури Дніпропетровського  композитора  Валентини  Мартинюк // „Музикознавча думка   Дніпропетровщини“. Вип. 4. — Дніпропетровськ,  2009;
- Дніпропетровський фестиваль „Дзвени, бандуро!“ ‒ художньо-мистецька акція сучасного культурологічного поля // „Народно-інструментальне мистецтво на зламі XX-XXI століть“. ‒ Дрогобич: По́світ, 2009;
- Формування навичок творчого мислення бандуриста-виконавця (на прикладі камерних вокально-інструментальних творів для бандури композитора Валентини Мартинюк) // Вісник Харківської державної академії дизайну і мистецтв. Вип. 6. –  Харків, 2016 р.;
- Маленька українка» Валентини Мартинюк — від солоспіву до відео кліпу // Брондзя (Мартинюк) В. М., Овчарова С. В., Роюк Н. В. «Музикознавча  думка  Дніпропетровщини».  Вип. 22 (1, 2022) — Дніпропетровськ,  2022.